# Linde Sogn
Linde Sogn er et sogn i Randers Nordre Provsti (Århus Stift).
I 1800-tallet var Linde Sogn anneks til Tvede Sogn. Begge sogne hørte til Nørhald Herred i Randers Amt. Linde Sogn tilhørte Tvede-Linde Kommune fra 1842 til 1970. Kommunen blev ved kommunalreformen i 1970 indlemmet i Nørhald Kommune, som ved strukturreformen i 2007 indgik i Randers Kommune.
I Linde Sogn ligger Linde Kirke.
I sognet findes følgende autoriserede stednavne:
- Linde (bebyggelse, ejerlav)
- Linde Gårde (bebyggelse)
- Mejlby (bebyggelse, ejerlav)
- Sletten (bebyggelse)